# Playa de las Américas
Playa de las Américas, también conocida simplemente como Las Américas, es una de las entidades de población que conforman el municipio español de Arona, en la isla de Tenerife, comunidad autónoma de Canarias.
Se trata de uno de los principales centros turísticos de la isla.

## Características

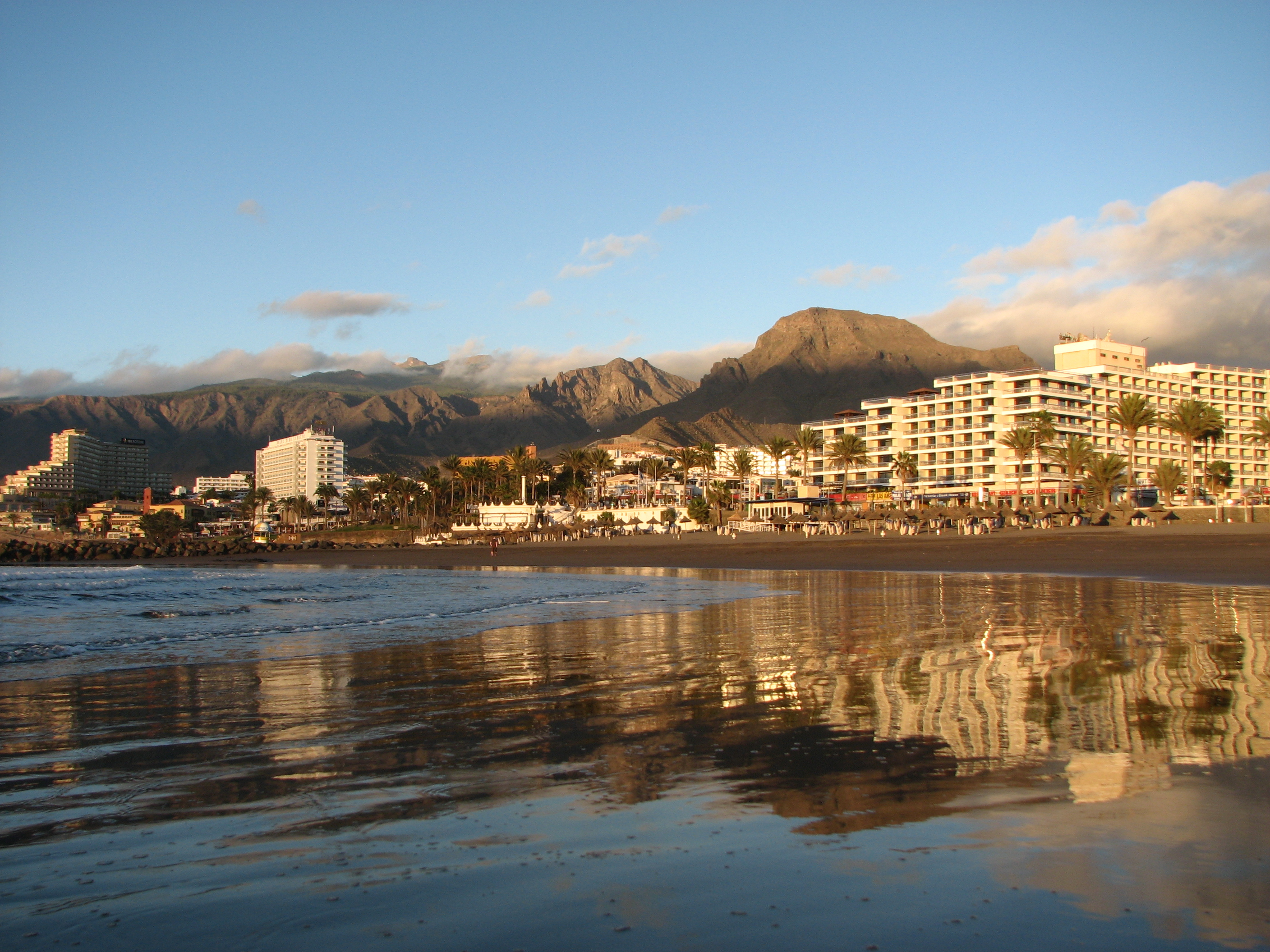
Playa de las Américas.

Se extiende desde el oeste de la montaña de Chayofita hasta el tramo final del barranco del Rey, límite con el municipio de Adeje, hallándose urbanísticamente unida a la localidad de Costa Adeje. Se encuentra situada a 10 kilómetros de la capital municipal y a una altitud media de 18 m s. n. m.
Las Américas cuenta con un Centro de Educación Infantil y Primaria Las Américas, varias instituciones administrativas, centros comerciales, farmacias, instalaciones deportivas entre las que destaca el Estadio Olímpico Antonio Domínguez, la iglesia de Nuestra Señora de Guadalupe, el Palacio de Congresos Pirámide de Arona, entidades bancarias, plazas y parques públicos, una sede de Protección Civil, un cuartel de la Guardia Civil, parques infantiles, comercios, bares y restaurantes. Aquí se encuentra además Hospiten Sur y una variada oferta alojativa con apartamentos y hoteles de todas las categorías, destacando algunos de cinco estrellas. Aquí se encuentra además el juzgado sede del partido judicial de Arona.
La zona incluye varias playas, la mayoría artificiales, confeccionadas con arena importada de África. Es, además, uno de los lugares donde se aglutina la mayor oferta de ocio del sur de Tenerife con bares, pubs, terrazas, restaurantes, y numerosas discotecas, etc.[cita requerida]
Las playas Playa de las Américas I y Playa de las Américas II han obtenido la bandera azul que concede la Fundación para la Educación Ambiental en Europa (FEE). Este galardón se otorga a aquellas playas que cumplen la normativa comunitaria en materia de limpieza de las aguas del litoral y demás servicios de explotación, así como otros requisitos que se exigen.[cita requerida]

## Historia
Este núcleo turístico se desarrolló en la década de 1960 a partir de la zona turística de Los Cristianos.

## Demografía
| Año        | 2000 | 2001 | 2002 | 2003 | 2004 | 2005 | 2006 | 2007 | 2008 | 2009 | 2010 | 2011 | 2012 | 2013 | 2014 | 2015 |
| ---------- | ---- | ---- | ---- | ---- | ---- | ---- | ---- | ---- | ---- | ---- | ---- | ---- | ---- | ---- | ---- | ---- |
| Habitantes | 2188 | 2462 | 2764 | 2889 | 2832 | 3287 | 3514 | 3813 | 4181 | 4469 | 4569 | 4092 | 4304 | 4508 | 4562 | 5272 |

## Patrimonio
En la localidad se localiza un yacimiento paleontológico formado por un depósito cuaternario, tipo playa levantada, que contiene especies de moluscos propios de ambientes tropicales, formados en una época más cálida que la actual. Fue declarado Bien de Interés Cultural en 2007 como Zona Paleontológica Playa del Búnker-El Guincho.

## Deportes
En esta zona de la isla de Tenerife se practican deportes náuticos como el surf, submarinismo, motonáutica, etc, así como el golf, en el campo de Golf Las Américas

## Comunicaciones
Está comunicada por la autopista TF-1.

### Transporte público
Cuenta con varias paradas de taxis.
En autobús —guagua—, queda conectado mediante las siguientes líneas de TITSA:
| Línea | Trayecto                                                                 | Recorrido |
| ----- | ------------------------------------------------------------------------ | --- |
| 342   | Costa Adeje - Las Cañadas del Teide - El Portillo                        | Horario/Línea                                                                                                   |
| 416   | Granadilla - Adeje (Los Olivos)                                          | Horario/Línea                                                                                                   |
| 417   | Los Cristianos - Guía de Isora (por Costa Adeje)                         | Horario/Línea                                                                                                   |
| 418   | La Caleta - Estación Costa Adeje - Los Cristianos - Valle de San Lorenzo | Horario/Línea                                                                                                   |
| 450   | Costa Adeje - San Isidro (por Aeropuerto Sur)                            | Horario/Línea                                                                                                   |
| 467   | Costa Adeje - Las Galletas (por Los Cristianos)                          | Horario/Línea                                                                                                   |
| 472   | Los Cristianos - Playa Paraíso - Callao Salvaje                          | Horario/Línea (enlace roto disponible en Internet Archive; véase el historial, la primera versión y la última). |
| 473   | Los Cristianos - Acantilados de Los Gigantes (por Adeje)                 | Horario/Línea                                                                                                   |
| 477   | Los Cristianos - Acantilados de Los Gigantes (directo)                   | Horario/Línea                                                                                                   |
| 483   | Costa Adeje - El Médano (por Los Cristianos)                             | Horario/Línea                                                                                                   |

## Lugares de interés
- Golf Las Américas
- Estadio Olímpico Antonio Domínguez
- Hospiten Sur
- Juzgados de Arona
- Palacio de Congresos Pirámide de Arona
- Playa del Camisón
- Playa Honda
- Playa de Troya
- Siam Park
- Parque Central de Arona